# Dejan Ljubicic
Dejan Ljubicic (ur. 8 października 1997 w Wiedniu) – austriacki piłkarz występujący na pozycji pomocnika w niemieckim klubie 1. FC Köln. Wychowanek Favoritner AC, w trakcie swojej kariery grał także w takich zespołach, jak Rapid Wiedeń oraz Wiener Neustädter. Młodzieżowy reprezentant Austrii.